# Paige Spara
Paige Spara   (Washington, 9 d'agost de 1989) és una actriu estatunidenca, coneguda pels seus papers protagonistes com a Audrey Piatigorsky a la comèdia Kevin from Work (ABC Family) i com a Lea Dilallo al drama mèdic The Good Doctor, de la cadena ABC.

## Primers anys
És la filla mitjana de Kevin, perruquer, i Kim, dentista, amb una germana gran, Taylor, i un germà petit, Jesse. Va començar a actuar als 12 anys, en unir-se a Kids' Theater Works. Va seguir els estudis al Washington High School, on es va graduar l'any 2008. Després va anar al Community Theater de Pittsburgh i a l'Irondale Theater de Nova York, on va millorar les seves habilitats escèniques.
Més endavant, va estudiar interpretació durant dos anys a la Point Park University de Pittsburgh, acabant els estudis al Marymount Manhattan College, on es va graduar en representació teatral el 2012.
Abans d'interpretar cap paper en pel·lícules o sèries de televisió, va treballar com a guia en un bus turístic de Gossip Girl a Nova York. A més, la seva imatge es projectava en forma d'holograma per donar la benvinguda a visitants i viatgers de l'Aeroport Internacional de Washington-Dulles. Després de graduar-se a la universitat, va anar a viure a Los Angeles, on va presentar-se a càstings durant 2 anys abans que l'agafessin a Kevin from Work.

## Carrera
Va començar amb papers secundaris en dos curtmetratges: What Showers Bring (2010) i After the Hurricane (2014). El seu primer paper protagonista va ser com a Audrey Piatigorsky a Kevin from Work (ABC Family, 2015). Tanmateix, la sèrie es va cancel·lar aquell mateix any després d'emetre's els 10 primers episodis.
El 2017, va tenir un paper petit com a cambrera a Home Again, protagonitzada per Reese Witherspoon. Poc després, la van escollir per a un paper recurrent al drama mèdic The Good Doctor (ABC), com a Lea Dilallo, millor amiga del protagonista, Shaun Murphy, interpretat per Freddie Highmore. En la segona temporada, va passar a formar part del repartiment principal.
El 2017, va participar en el videoclip de I Like Me Better, del cantautor Lauv.

## Altres projectes
Abans d'interpretar Audrey Piatigorsky a Kevin from Work, va aparèixer en anuncis de Forevermark Jewelry, Sally Hansen Nails i Volkswagen Golf. També ha estat treballant en un podcast titulat The Inbetween.

## Filmografia
| Pel·lícules | Pel·lícules         | Pel·lícules   | Pel·lícules                 |
| Any         | Títol               | Paper         | Notes                       |
| ----------- | ------------------- | ------------- | --------------------------- |
| 2010        | Prospect Street     | Camilla       | Curtmetratge                |
| 2014        | What Showers Bring  | Leah          | Curtmetratge                |
| 2014        | After the Hurricane | Charlie       | Curtmetratge                |
| 2015        | Audition            | Woman/Herself | Documental                  |
| 2017        | Home Again          | Cambrera      |                             |
| 2019        | She's in Portland   | Mallory       | Post producció              |
| 2019        | Stale Ramen         | Charlotte     | Curtmetratge Post producció |

| Televisió    | Televisió       | Televisió          | Televisió                                               |
| Any          | Títol           | Paper              | Notes                                                   |
| ------------ | --------------- | ------------------ | ------------------------------------------------------- |
| 2015         | Kevin from Work | Audrey Piatigorsky | Principal 10 episodis                                   |
| 2017–present | The Good Doctor | Lea Dilallo        | Habitual (Temporada 1) Principal (Temporades 2–present) |

| Videoclips | Videoclips       | Videoclips | Videoclips |
| Any        | Títol            | Artista    | Notes      |
| ---------- | ---------------- | ---------- | ---------- |
| 2017       | I Like Me Better | Lauv       | [ 6 ]      |